# 卡尔梅纳
卡尔梅纳，是西班牙卡斯蒂利亚-拉曼恰托莱多省的一个市镇。总面积47平方公里，总人口814人（2001年），人口密度17人/平方公里。